# Гуменюк, Иван Афанасьевич
Иван Афанасьевич Гуменюк (1928, Хитрешты, Молдавская ССР — 2009) — священнослужитель и руководитель Церкви Адвентистов Седьмого Дня в Молдове и Восточной России.

## Биография
Родился в 1928 году в селе Хитрешты Фалештского района в Молдове. Предки переехали в Молдову до 1900 года из Хмельницкой области. У Афанасия и Ольги Гуменюк было   сыновей пятеро:Николай (1921), Иван (1928), Александр (1930), Федор (1936) и Василий (1938).
В 1946 году крестился в Церкви Адвентистов Седьмого Дня. Креститель — И.Г. Андрусяк. В том же году женился на Вере Христофоровне Гуцуляк. Венчание провел пресвитер Церкви АСД Т.А. Реус.
С 1946 года работал таксировщиком. С 1948 по 1953 год служил в армии, после чего вместе с семьей переехал в Бельцы. Работал диспетчером в транспортной организации.
Начал церковное служение в 1956 году.
Скончался в день 81-летия в 2009 году.
Вместе с супругой воспитали трех дочерей: Валентина (1948г),которая умерла в детском возрасте, Лариса (1959 г.) и Людмила (1963 г.).

## Духовный опыт
Впервые взял в руки Библию ещё в молодом возрасте, увидев её в доме своей будущей тещи Надежды Гуцуляк. Чтение этой священной книги, по словам Ивана, произвело на него «необъяснимое влияние».
В 1946 году встретился с миссионером Афанасием Никитовичем Лупулышиным, которого впоследствии часто называл своим первым духовным наставником     и с руководителем Церкви Адвентистов Седьмого Дня в Молдове А.Ф. Парасеем, которые ответили на многие из его вопросов и оказали духовную поддержку. По воспоминаниям дочери А. Н. Лупулышина, Веры, в их доме в маленьком, спрятанном между холмами селе Клишковцы, происходили встречи проповедников Попова,  Парасея А.Ф, Мельника, часто бывал там молодой проповедник Бранашко Тимофей. Был период времени, когда молодой Иван Афанасьевич жил некоторое время в доме А.Н. Лупулышина и они долгими вечерами подробно разбирали учение церкви адвентистов седьмого дня, библейские пророчества.В том же году заключил завет с Господом через водное крещение, которое преподал ему пресвитер И.Г. Андрусяк, служивший (1935 — 1971 гг.) в общине города Бельцы.
Особый духовный рост Ивана имел место после переезда семьи в город Бельцы в 1955 году. Тогда он был избран диаконом Бельцской общины. Духовное возрастание Ивана происходило также под влиянием пресвитера Бельцской общины АСД И.Г. Андрусяка, который в конце 1920-х годов прошёл богословскую учёбу в Брашовском теологическом институте. Читал духовную литературу из библиотеки пресвитера Андрусяка. Особым образом изучил книгу План спасения. Систематические разработки этой книги легли в основу уроков, которые Иван Афанасьевич преподавал в молодёжных кружках в общинах, где он служил. Большое влияние на профессиональный рост молодого служителя произвели такие священнослужители как Сенявский и Ярута.

## Церковная деятельность
Духовную деятельность начал в 1956 году по приглашению руководителя Церкви АСД в Молдове Н.А. Яруты. В том же году был избран пресвитером общины АСД в селе Новая Сынжерея, где особое внимание Иван уделял воспитанию молодежи.
В 1958 — 1959 годах служил на юге Молдавии, в общине АСД села Дезгинжа с местом жительства в Комрате. В этой общине обучал молодежь, а для создания церковного хора был приглашен Василий Иванович Андрусяк.
С 1960 по 1976 год духовно опекал различные общины Церкви АСД на территории Молдовы.
В 1965 году был рукоположен в высший духовный сан Церкви АСД.
В 1976 — 1978 годах служил руководителем Церкви АСД в Молдове. В республиканском церковном совете с ним трудились: исполнительным секретарем — Д.О. Юнак, казначеем — С.Н. Ляху и помощником казначея — В.И. Андрусяк.
С 1978 по 1981 год был директором Отдела церковного служения Церкви АСД в Молдове. В состав республиканского совета вошли: руководитель — С. Н Ляху, исполнительный секретарь — Д.О. Юнак, казначей — И.М. Грубый, помощники казначея: В.И. Андрусяк (южный регион) и А.И. Арабаджи (северный регион).
В 1981 — 1983 годах был секретарем-казначеем Церкви АСД в Молдове, руководителем Церкви был С.Н. Ляху.
В 1983 — 1985 годах вновь служил руководителем Церкви АСД в Молдове, секретарем-казначеем — С.Н. Ляху.
В 1985 — 1987 годах также избирался руководителем Церкви АСД в Молдове, исполнительным секретарем — П.В. Осадчук, казначеем — Г.В. Кочмарь.
В 1987 — 1989 годах служил директором Отдела церковного служения Церкви АСД в Молдове. В составе республиканского совета: руководитель — С. Н Ляху, исполнительный секретарь — Г.В. Кочмарь.
В 1989 — 1991 годах был избран руководителем Северо-Молдавской Конференции Церкви АСД, исполнительным секретарем — М.В. Пирожок, казначеем — И.М. Грубый.
С 1991 по 1995 год служил директором Отдела церковного служения Евро-Азиатского Дивизиона Церкви АСД в странах СНГ.
В 1995 — 1998 годах был руководителем Восточно-Российского Союза Церкви АСД, охватывающий территорию от Урала до Сахалина.
В 1998 — 2000 годах, находясь на пенсии, был преподавателем практического богословия в Молдавской духовной семинарии.
В 2008 году, по приглашению Кавказского Союза Церкви АСД, Иван Афанасьевич служил духовным наставником священнослужителей в Закавказье. Это было последним местом служения Ивана Афанасьевича в Церкви Адвентистов Седьмого Дня.